# Marcos Daniel
Marcos Diniz Daniel (født 4. juli 1978 i Passo Fundo, Brasilien) er en brasiliansk tennisspiller, der blev professionel i 1997. Han har, pr. maj 2009, endnu ikke vundet nogen ATP-turneringer. I French Open 2009 mødte han i 1. runde den forsvarende mester, spanieren Rafael Nadal, og blev besejret i tre sæt.